# Ronda Uruguai
El terme ronda fa referència a reunions entre països amb l'objecte de negociar la política aranzelària i la liberalització dels mercats a nivell mundial.
La Ronda Uruguai (anglès: Uruguay Round; castellà: Ronda Uruguay) és la vuitena en aquest sentit i va ser oberta a Punta del Este, Uruguai el 1986 i conclosa a Marràqueix el 15 de desembre de 1993. Un total de 117 països signaren un acord sobre la liberalització comercial, a més un dels punts de l'acord parla de la tyransformació del GATT en l'OMC.
Dos punts importants de la negociació varen ser l'opertura del mercat monetari i la major protecció de la propietat intel·lectual. Això beneficiava clarament les grans corporacions multinacionals.
La majoria dels acords de l'OMC són el resultat de les negociacions de la Ronda Uruguai, i se signaren a la Conferència Ministerial de Marràqueix d'abril de 1994. Existeixen uns 60 acords i decisions, que sumen unes 550 pàgines.
Les negociacions duites a terme des de llavors han generat texts jurídics addicionals, tals com l'acord sobre Tecnologia de la Informació, serveis i protocols d'adhesió. A la Conferència Ministerial celebrada a Doha el novembre del 2001, s'inicià una nova ronda de negociacions.